# Kereskedelmi és Vendéglátóipari Szakközépiskola és Szakiskola (Debrecen)
A Kereskedelmi és Vendéglátóipari Szakközépiskola és Szakiskola egyike Debrecen legrégebbi iskoláinak.
A debreceni vendéglátó szakképzés 2002-ben ünnepelte 100 éves évfordulóját.

## Története
Debreceni Szállodások, Vendéglősök és Kávésok Szakirányú Tanonciskolája néven kezdte működését 1902. szeptember 17-én.Az iskola első igazgatója Polster Adolf volt, aki 31 éven át vezette azt. Ezután az igazgatói teendőket Zsigó Károly református tanító látta el 1950-ig.
Az iskola kezdetben a városi tanonciskola Csapó utcai épületében kapott helyet. Itt azonban csak pár évig maradhatott, mert az épületet lebontották. 1933-ban saját bérelt helységbe, a régi posta Piac u. 36 szám alatt lévő I. emeleti részébe költözött be.
A képzésben nagy fejlődést jelentett, hogy beiktatták a "szakács-művészetnek" mint külön tantárgynak az oktatását. Különös hangsúlyt helyeztek az idegen nyelvek oktatására. A tanulók általános műveltségének fejlesztése érdekében 1934-ben iskolai könyvtárat létesítettek. Az 1939–1940-es tanévben a felügyelő bizottság az iskola mellett mintakonyhát állított fel, ahol a tanoncok képzése folyt.
Az iskola kidolgozta a pincérek 10 parancsolatát is:
1. Légy istenfélő és szeresd hazádat!
2. Tiszteld feljebb valóidat és légy engedelmes!
3. Becsüld és tanítsd munkatársaidat!
4. Légy tiszta és rendszerető!
5. Légy előzékeny és tapintatos!
6. Munkahelyeden jelenj meg pontosan!
7. Mindig derűsen és szorgalmasan dolgozz!
8. Tudásodat fejleszd, és szeresd a szakmádat!
9. Szabadidődben pihenj és sportolj!
10. Gondolj öreg napjaidra, és légy takarékos!

## A debreceni kereskedelmi képzés kezdetei
Reál Kereskedelmi Iskola (1873–1887)
1870-ben a Kereskedő Testület benyújtott egy kérelmet a Tekintetes városi Tanácshoz a vasárnapi iskolán kívül egy nyilvános kereskedelmi reál tanoda felállítására. Többszöri kérelem benyújtása után 1873. július 18-án hagyták jóvá a megalapítást. Épp ezért Debrecen a főváros után az első város, amely önálló kereskedelmi iskolával dicsekedhet.
Majd 1873-1887-ig Kereskedelmi Középiskolaként működött. A tanítás 3 évfolyamon zajlott volna, azonban csak 10 tanuló jelentkezett ezért a város az iskola segélyezését megtagadta. Az 1873-74. tanév tudott elindulni és az ezt elkezdő tanulók már az érettségi vizsgálatot is itt szerezték meg. 1880 óta rendkívüli tantárgy lett a gyorsírás.
Kereskedelmi Akadémia (1886–1902)
1886. június 5-én a kereskedelmi minisztérium kereskedelmi akadémia címmel ruházta fel az iskolát. Új igazgatója dr. Bayer Ferenc. Az iskola tanulólétszámát Debrecen és 46 vármegye adta. Az 1889-90-es tanévben 156, az 1890-91-es tanévben 165 és az 1891-92-es tanévben 188 tanulója volt az iskolának.
Az iskola tagozódása az 1900-as évek elején:
Az intézet hat tagozatot foglal magába:
- Kereskedelmi esti szaktanfolyam
- Női kereskedelmi szaktanfolyam
- Kereskedő szaktanfolyam
- Polgári fiúiskola
- Felső kereskedelmi iskola fiúk részére
- Felső kereskedelmi iskola leányok részére

Kereskedelmi Szakközépiskola (1967–1976)
Plusz 3 osztályt indított az iskola és 3 tantermet a 109. sz. Ipari Szakmunkásképző adott. 1974-ben a Belkereskedelmi Minisztérium átadta az iskola közvetlen irányítását a Hajdú-Bihar Megyei Tanács Vb. Művelődésügyi Osztályának.

## Kereskedelmi és Vendéglátóipari Szakközépiskola és Szakmunkásképző Intézet (1976– )
Ettől a tanévtől egyesült hivatalosan a két tagozat, s működik új névvel az iskola. Az új épület 1979-re készült el, s a tanévet már a Vénkert u. 2. szám alatt kezdték egy jól felszerelt, korszerű, kényelmes iskolában udvarral, sportudvarral, tornateremmel, 17 tanteremmel, 4 szaktanteremmel, szertárakkal, előkészítőkkel, klub-helységekkel, könyvtárral, olvasóteremmel, tanári szobákkal, szülői fogadószobával és orvosi szobával. Jól felszerelt vendéglátó kabinet is helyet kapott az épületben tankonyhával, tanétteremmel és cukrász műhellyel. Azonban az épületet néhány év alatt kinőtték. 8 kereskedelmi osztály a Vénkerti Általános Iskolában kapott tantermet, ide került egy számítástechnikai szaktanterem és a gépíróterem is.
Osztályok száma a 2002/2003-as tanévben
Szakközépiskola
| évfolyam, szakmacsoport    | 9. | 10. | 11. | 12. | 1/13. | 2/14. |
| -------------------------- | -- | --- | --- | --- | ----- | ----- |
| kereskedelem-marketing     | 3  | 3   | 3   | 3   |       |       |
| vendéglátás-idegenforgalom | 1  | 1   | 1   | 1   |       |       |
| kereskedelmi technikus     |    |     |     |     |       | 3     |
| vendéglátó-technikus       |    |     |     |     |       | 1     |

Szakmunkásképző
| évfolyamok, szakmacsoport      | 9. | 10. |  | 1/11. | 2/12. | 1/9. |
| ------------------------------ | -- | --- |  | ----- | ----- | ---- |
| gazdasági szakmacsoport        | 5  | 5   |  |       |       |      |
| élelmiszer vegyi áru kereskedő |    |     |  | 2     | 2     |      |
| ruházati kereskedő             |    |     |  | 0,5   | 0,5   |      |
| vas-műszakicikk kereskedő      |    |     |  | 0,5   | 0,5   |      |
| szakács                        |    |     |  | 1     | 1     |      |
| cukrász                        |    |     |  | 0,5   | 0,5   |      |
| pincér                         |    |     |  | 0,5   | 0,5   |      |

## Képek
- www.keri-debr.sulinet.hu